# Jimmy Michael
James "Jimmy" Michael (Aberaman, 18 d'agost de 1877 - 21 de novembre de 1904) va ser un ciclista gal·lès, que va córrer al pas del segle xix i al segle xx. Fou professional de 1895 fins al 1904, any de la seva mort quan viatjava amb transatlàntic «La Savoie».
Fou el primer guanyador en categoria professional del Campionat del món de mig fons darrere motocicleta

## Palmarès
- 1895
  -  Campió del món de mig fons
- 1902
  - 3r al Campionat d'Europa de Mig fons